# Суперечка щодо відкриття Гаумеа
Гаумеа стала першою з карликових планет (за визначенням Міжнародного астрономічного союзу), відкритою після відкриття Плутона в 1930 р. Утім, надання їй назви і формальне визнання її карликовою планетою затрималося на кілька років унаслідок суперечок щодо того, кого слід вважати її першовідкривачем. Уперше цей об'єкт помітила команда з Каліфорнійського технологічного інституту («Калтех») під керівництвом Майкла Брауна (Michael E. Brown). Але перше оголошення щодо неї зробила іспанська команда під керівництвом Хосе Луїса Ортіса Морено (José Luis Ortiz Moreno) — а відтак, пріоритет мав належати іспанцям.
Проте Браун запідозрив іспанську команду в шахрайстві — використанні спостережень Каліфорнійського технологічного інституту для здійснення свого відкриття. Водночас команда Ортіса звинуватила команду американців у втручанні в роботу Міжнародного астрономічного союзу (МАС). У вересні 2008 року МАС офіційно надав об'єкту назву, запропоновану американцями, — Гаумеа, хоча іспанці пропонували іншу — Атаеціна.

## Відкриття й оголошення

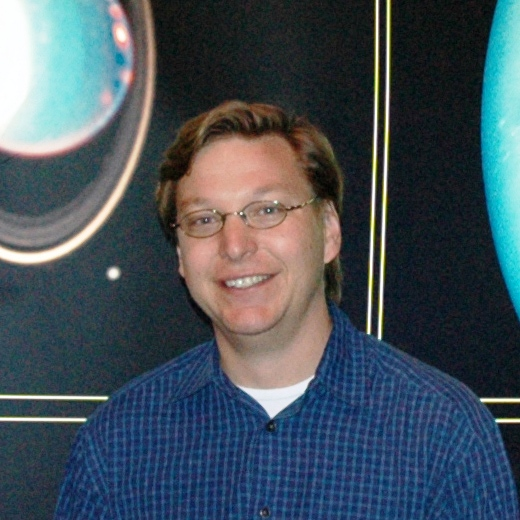
Майкл Браун

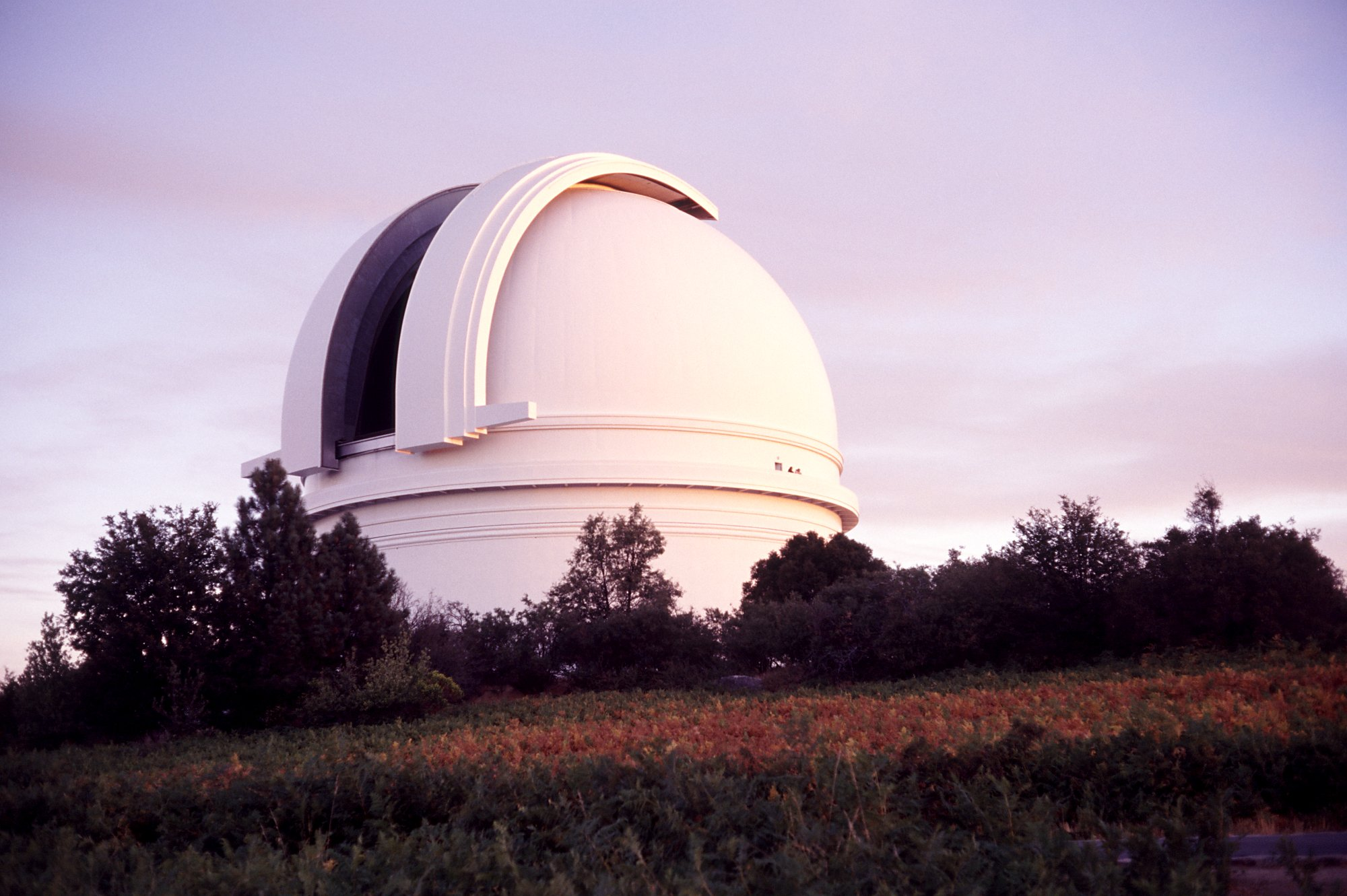
Уперше Гаумеа була зафіксована на зображеннях ще 1955 року, у Паломарській обсерваторії

28 грудня 2004 року команда Майкла Брауна відкрила об'єкт, який згодом дістав назву Гаумеа, на зображеннях, які вона отримала 6 травня 2004 року в Паломарській обсерваторії (США) за допомогою 1,3-метрового телескопа SMARTS, у процесі пошуків, що мали метою відкриття десятої планети Сонячної системи. У команді цей об'єкт називали «Санта», оскільки його відкрили 28 грудня 2004 року, одразу після Різдва. Утім, вже тоді було зрозуміло, що цей об'єкт не може бути планетою, адже він був значно менший від Плутона, тому Браун не поспішав робити офіційне оголошення про відкриття. Натомість він відклав його, разом з оголошеннями про кілька інших великих транснептунових об'єктів (ТНО), сподіваючись невдовзі отримати результати додаткових спостережень, аби точніше визначити їхню природу.
Відкривши супутники Гаумеа, команда усвідомила, що до складу Гаумеа входить більше кам'янистих порід, ніж в інших ТНО, і що її супутники складаються переважно з льоду. Після цього астрономи відкрили невелике сімейство ТНО із близькими орбітами, і дійшли висновку, що вони є рештками крижаної мантії Гаумеа, яку було викинуто в простір унаслідок зіткнення. 7 липня 2005 року, коли Браун завершував підготовку документа з описом відкриття, у нього народилася донька, Лайла, через що оголошення про відкриття ще відклалося. 20 липня команда з Калтеху опублікувала в Інтернеті витяги зі звіту, які мали передувати оголошенню відкриття на конференції у вересні. Гаумеа у них дістала код K40506A.
Як стверджує Пабло Сантос Санц (Pablo Santos Sanz), студент Хосе Луїса Ортіса Морено в Андалусійському астрофізичному інституті (Instituto de Astrofísica de Andalucía) в Обсерваторії С'єрра-Невада у північній Іспанії, приблизно в той самий час він досліджував масив фотографій, які команда Ортіса почала отримувати в грудні 2002 року. За його словами, він знайшов Гаумеа наприкінці липня 2005 року на зображеннях, знятих 7, 9, та 10 березня 2003 року. Згодом він казав, що, перевіряючи, чи знаходили цей об'єкт раніше, його команда наштовхнулася в Інтернеті на стисле повідомлення Брауна, у якому згадувався яскравий транснептуновий об'єкт, дуже схожий на той, який вони знайшли. 26 липня, виконавши пошук довідкового номера об'єкта K40506A у пошуковій системі Google, вони знайшли записи команди Калтеху щодо Гаумеа, але, за твердженням іспанців, ці записи містили дуже мало інформації і не давали змоги з'ясувати, чи про той самий об'єкт ідеться. Крім того, команда Ортіса звернулася до Центру малих планет (MPC) — там теж не знайшлося інформації про цей об'єкт.
Намагаючись закріпити пріоритет відкриття за собою, уночі 27 липня 2005 року іспанці надіслали до MPC електронний лист про відкриття з темою «Відкриття великого ТНО, терміново», не згадуючи при цьому записи команди Калтеху. Наступного ранку вони знову переглядали записи калтехівців, зокрема, спостереження, здійснені впродовж кількох інших ночей. Після цього вони попросили Райнера Стосса (Reiner Stoss) з любительської Астрономічної обсерваторії Майорки здійснити подальші спостереження. Стосс знайшов Гаумеа на давніх зображеннях оцифрованих слайдів Паломарської обсерваторії ще 1955 року, і тієї ж ночі, 28 липня, знайшов об'єкт на небі за допомогою власного телескопа. Через годину команда Ортіса подала другий звіт до MPC, у якому містилися ці нові дані. І знову жодної згадки про доступ до даних американців не було. Ці дані MPC опублікував 29 липня.
У прес-релізі, опублікованому того ж дня, команда Ортіса назвала Гаумеа «десятою планетою». 29 липня 2005 року Гаумеа отримала свою першу офіційну позначку — тимчасове позначення 2003 EL61, де рік «2003» визначався даними зображення, на якому здійснили відкриття іспанці. 7 вересня 2006 року об'єкту надали номер і його було включено в офіційний каталог малих планет як (136108) 2003 EL61.

## Реакція на оголошення
Того самого дня, коли Центр малих планет зробив це оголошення, команда Брауна оголосила про відкриття іншого об'єкта поясу Койпера — Ериди, ще віддаленішого й яскравішого (і, судячи з усього, більшого за Плутон) об'єкта, подавши його як десяту планету. Оголошення було зроблене раніше, ніж планувалося, щоб запобігти можливості інших подібних новин щодо відкриття, оскільки MPC повідомив команду Брауна, що дані її спостережень були загальнодоступні, і вони розуміли, що на той час існувала можливість доступу до даних не тільки щодо Гаумеа, а й щодо Ериди. Того ж дня, коли Ортіс оголосив про відкриття Гаумеа, Браун подав в Astrophysical Journal свій чорновий варіант публікації про перший із її супутників, який він відкрив 26 січня 2005 року.
Браун, хоча він і був розчарований через те, що Ортіс його випередив, привітав його з відкриттям. Він вибачився за те, що перекинув увагу з оголошення про відкриття Гаумеа до свого оголошення — про відкриття Ериди, і пояснив це тим, що хтось переглядав отримані ним дані і що він побоювався, що хтось його випередить. Ортіс нічого не сказав про те, що саме він і переглядав дані Брауна.
Проаналізувавши записи вебсервера й дізнавшись, що дані спостережень переглядали з комп'ютера в обсерваторії С'єрра-Невада, причому саме напередодні оголошення про відкриття (цих даних було достатньо, щоб команда Ортіса мала змогу віднайти Гаумеа на своїх зображеннях 2003 року), Браун почав підозрювати, що Ортіс його ошукав. 9 серпня він написав Ортісу електронного листа з вимогою пояснень. Ортіс йому не відповів, і тоді 15 серпня команда Калтеху подала в Міжнародний астрономічний союз офіційну скаргу, звинувачуючи команду Ортіса у серйозному порушенні професійної етики науковців і відмові зізнатися у використанні чужих даних, а в MPC він подав прохання позбавити команду Ортіса статусу першовідкривачів. Пізніше Ортіс визнав, що він справді переглядав дані американців, але відмовився визнати це порушенням, стверджуючи, що він просто перевіряв, чи справді об'єкт, який він відкрив, — новий. Тоді Браун поцікавився, чи бачила взагалі іспанська команда цей об'єкт до того, як він опублікував коротке повідомлення про нього та дані, отримані телескопом.

## Офіційна назва

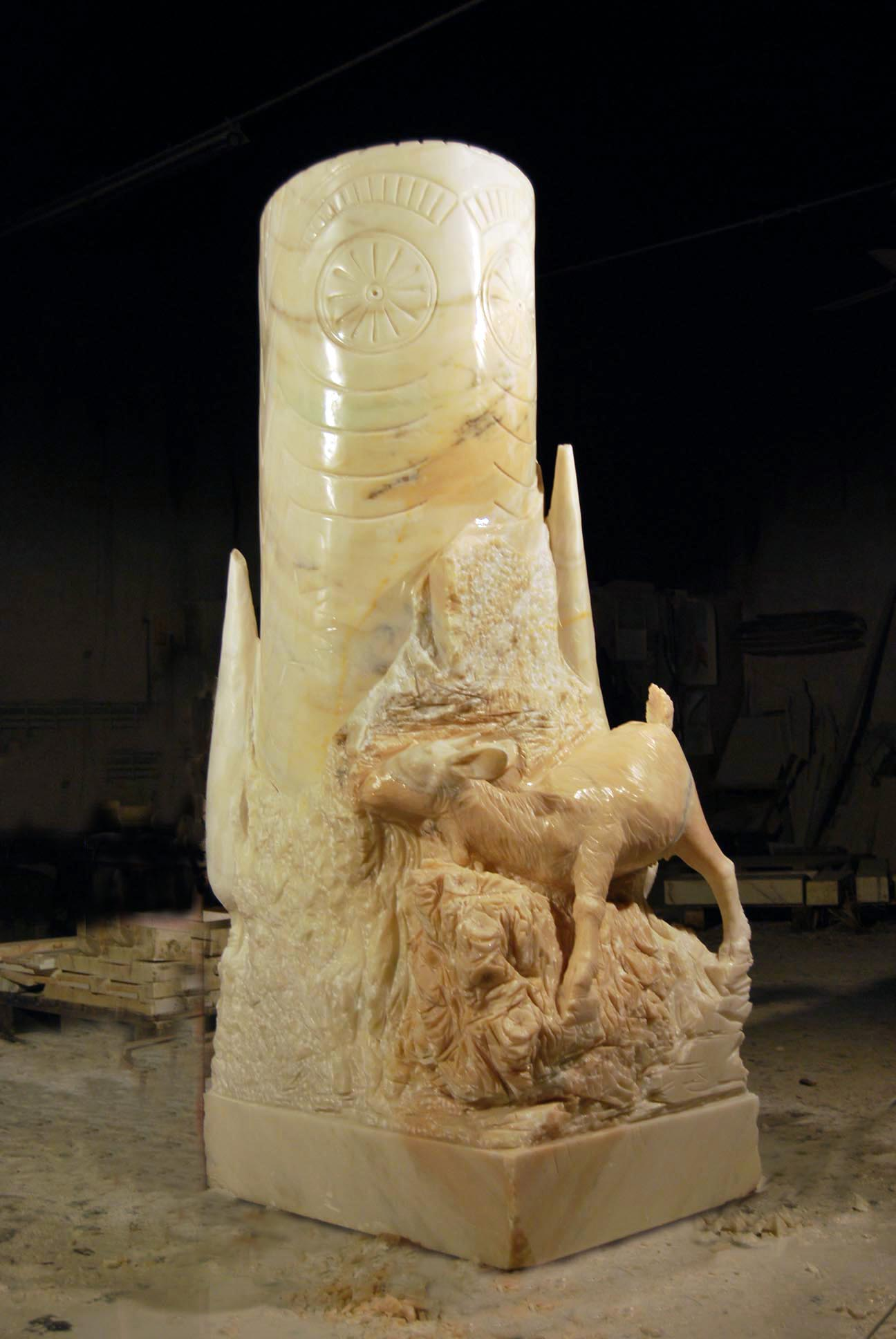
Зображення іберійської богині Атаеціни, на честь якої пропонували назвати карликову планету

Протокол Міжнародного астрономічного союзу стверджує, що першовідкривачем малої планети вважається той, хто першим подає до Центру малих планет звіт, який містить достатньо даних для надійного визначення орбіти космічного об'єкта, і що першовідкривачу належить пріоритет надання назви. Таким вважався Ортіс зі своєю командою; він запропонував назву Атаеціна — на честь іберійської богині підводного світу. У римській міфології аналогічною богинею є Прозерпіна, яка, у свою чергу, є однією з коханок Плутона. Утім, Атаеціна — хтонічне божество, і таку назву можна було б надати лише об'єкту, який перебуває в резонансі з Нептуном. Нововідкритий об'єкт таким не був.
Додержуючись вказівок Астрономічного союзу, за якими класичні об'єкти поясу Койпера слід називати іменами міфологічних істот, пов'язаних зі Створенням, у вересні 2006 року команда Калтеху подала формальні документи з пропозиціями імен із гавайського пантеону — і для об'єкта (136108) 2003 EL61, і для його супутників, аби «віддати належне місцевості, де ці супутники були відкриті». Імена запропонував Девід Рабіновіц (David Rabinowitz) із команди Калтеху. Гаумеа — протегуюче божество острова Гаваї, де розташована Обсерваторія Мауна-Кеа. Крім того, вона ототожнюється з Папа — богинею землі й дружиною Вакеа (простір); цей факт теж «працює» на її користь, оскільки вважається, що об'єкт 2003 EL61 майже цілком складається з кам'янистих порід і не має товстої крижаної мантії навколо кам'яного ядра, що є типовим для інших відомих об'єктів поясу Койпера. І, нарешті, Гаумеа — це богиня плодючості й дітородіння, у неї багато дітей, які виростають на різних частинах її тіла; цей факт «унаочнює» сімейство крижаних тіл, які, як вважається, відкололися від карликової планети під час давнього зіткнення. Два відомих супутника, які, судячи з усього, утворилися в такий спосіб, дістали імена двох дочок Гаумеа — Хіїаки та Намаки.
Унаслідок сперечань щодо того, хто є першовідкривачем об'єкта, а також тривалої його класифікації, об'єкт досить довго залишався без затвердженої назви. 17 вересня 2008 року Міжнародний астрономічний союз оголосив, що обидві організації, які відповідають за найменування карликових планет — Комітет щодо номенклатури малих тіл (CSBN) та Робоча група з номенклатури планетних систем (WGPSN), — зійшлися на пропозиції команди Калтеху — «Гаумеа». У CSBN голоси розділилися майже порівну; долю назви вирішив лише один голос. Однак датою відкриття було зазначено дату оголошення — 7 березня 2003 року, а місцем відкриття — Обсерваторія С'єрра-Невада; ім'я першовідкривача не було вказано.

## Наслідки
Браян Марсден (Brian G. Marsden), голова Центру малих планет у Гарварді, став на бік Майкла Брауна і заявив:
Рано чи пізно нащадки з’ясують, що сталося, і пріоритет буде надано Майку Брауну.
Щодо незазначеного імені першовідкривача він сказав:
Автора відкриття не зазначено навмисно [...] Ми не хочемо спровокувати міжнародний інцидент.
Усю суперечку він назвав найгіршою від початку XVII століття, коли Галілео Галігей і Симон Маріус сперечалися щодо того, хто відкрив чотири великих супутника Юпітера; урешті-решт її «виграв» Галілей.

Команда Ортіса висувала заперечення рішення щодо назви, закидаючи, що якщо вже не була ухвалена назва «Атаеціна», можна було б принаймні вибрати іншу, аби не називати об'єкт «на користь» жодної зі сторін, і звинуватила Міжнародний астрономічний союз у політичній упередженості. Були чутки, що один із членів CSBM справді пропонував іншу назву — Дагда, богині ірландського пантеону, але врешті-решт її відкинули. Ортіс заявляв:
Я незадоволений: я вважаю, що рішення [МАС] невдале і що воно стало поганим прецедентом.
Іспанська газета ABC назвала рішення «завоюванням США», стверджуючи, що головну роль зіграла політика, адже у США вдесятеро більше науковців порівняно з Іспанією.

Одразу після оголошення назви Майкл Браун сказав, що надавати об'єкту назву, не називаючи його першовідкривача — це дивно, але зауважив, що він задоволений результатом:
Вважаю, що остаточне рішення було настільки хорошим, наскільки це було можливо.
Ніхто не заперечував його авторства відкриття двох супутників, Хіїаки й Намаки. У п'яту річницю відкриття він описав у блозі свої думки щодо важливості цього відкриття, не згадавши при цьому жодної події, пов'язаної із суперечкою.